# 聯合國安全理事會第626號決議
聯合國安理會第626號決議於1988年12月20日獲得一致通過，聯合國安理會注意到安哥拉人民共和國和古巴共和國已經就古巴軍隊撤出安哥拉達成協議，並且已審議了聯合國秘書長提交的報告。聯合國安理會批准了該報告，並決定設立第一期聯合國安哥拉核查團，為期三十一個月。安理會決定，一旦安哥拉、古巴和南非簽署三方協議以及安哥拉和古巴之間的協議後，該代表團將生效，並要求秘書長在協議簽署後立即向安理會報告。
1988年12月22日，安哥拉、古巴和南非在紐約市簽署協議，為納米比亞的獨立和50,000名古巴軍隊撤出安哥拉鋪平了道路。